# 録音技師
録音技師（ろくおんぎし、英: Sound operator）は、映画を中心とした映像製作における音響の録音・設計・表現を行う職能における総責任者である。映画製作のシステムは国によって異なり、本項では特に日本の録音技師について詳述する。

## 略歴・概要
録音技師は、サイレント映画の時代が終了し、トーキーの時代の到来とともに、1920年代後半から1930年代初頭にかけて誕生した職能である。
1931年（昭和6年）、日本初のトーキー作品とされる松竹キネマ蒲田撮影所製作、五所平之助監督の『マダムと女房』が発表されたが、同作のクレジットには「録音技師」の文字はなく、「音響記録」として土橋式トーキーの土橋武夫と土橋晴夫、「ミキサー」として狩谷太郎の名がクレジットされている。土橋兄弟は、翌1932年（昭和7年）、同撮影所製作、島津保次郎監督の『上陸第一歩』では「録音」とクレジットされている。一方、同撮影所の茂原式トーキーで知られる茂原英雄は撮影技師であり、録音の職能は、同撮影所では、トーキー当初の1930年代には、撮影部に属していた。
1934年（昭和9年）、マキノ・プロダクション解散後3年間、東京の映音でトーキーの開発を行っていた映画監督のマキノ雅弘（当時マキノ正博）が、日活太秦撮影所で渡辺邦男監督の『さくら音頭』で録音技師として再スタートしている。マキノは新興キネマ等で技師としてのキャリアを積み、1935年（昭和10年）、トーキー専門の映画会社マキノトーキー製作所を設立、安価で高品質なトーキーの製作を試みた。同社での全作品の録音技師をマキノが務めた。
日本における録音技師は、ハリウッドのシステムにおける音響監督（英: Director of audiography, Director of Sound）とプロダクション・サウンド・ミキサー（英: Production sound mixer）、スーパーヴァイジング・サウンド・エディター（英: Supervising Sound Editor）をかねた職能である。同時録音の場合、プロダクション・サウンド・ミキサー同様、撮影クルーとともに行動し、撮影現場で録音助手に指示を出し、マイクで俳優のセリフや現場音を拾わせ、現場音も録音し、調整する。スーパーヴァイジング・サウンド・エディター同様、アフレコやダビングで音響表現を構築する中心人物である。したがって、プリプロダクション、撮影、ポストプロダクションで構成される映画製作において、撮影とポストプロダクションが活動の主たるフィールドである。オールアフレコ撮影の場合は、録音技師は存在せず、録音スタジオでのポストプロダクションで音響の完成に向かう。
日本の映画の職能においては、映画監督、撮影技師（撮影監督）、照明技師、美術デザイナー、編集技師、スクリプターとともに「メインスタッフ」にカテゴライズされる。職能団体は日本映画・テレビ録音協会であり、日本映画撮影監督協会、日本映画テレビ照明協会、日本映画・テレビ美術監督協会、日本映画テレビ編集協会、日本映画・テレビスクリプター協会とともに日本映画メインスタッフ連合会、さらに日本映画監督協会を加えて日本映像職能連合を構成している。

## 録音助手
録音助手（ろくおんじょしゅ）とは、録音技師の助手であり、撮影クルーのパート名としての「録音部」に所属する。おもに撮影の現場において、ブーム・マイク、ワイアレスマイク等さまざまな種類のマイクロフォンを設置・操作し、俳優のセリフ、現場音等を拾う。ハリウッドでいうブーム・オペレーター（英: Boom operator）であるか、サウンド・アシスタント（Sound Assistant）であるかは、チーフ録音助手であるか、セカンド以下であるかのランクによる。

## 主な録音技師
あ
- 芦原邦雄
- 石原愛李
- 臼井勝
- 稲田環
- 石貝洋
- 遠藤和生
- 大竹修二
- 石寺健一
- 大滝莉央
- 秋元大輔

か
- 甲斐匡
- 神谷正和 [6]
- 神波哲史
- 菊池信之
- 北村達郎
- 工藤新一郎
- 小池利幸
- 久連石由文
- 小林圭一
- 北野莉那

さ
- 斎藤禎一
- 瀬川徹夫
- 佐藤富士男
- 鈴木昭彦
- 眞道正樹
- 鈴木功
- 茂原英雄 - 茂原式トーキー
- 相楽滋嵩
- 白取貢
- 志満順一- 日本映画・テレビ録音協会代表理事
- 佐藤公章
- 関根光晶
- 杉村賢太郎

た
- 土橋武夫、土橋晴夫 - 土橋式トーキー
- 徳永芽依
- 伝田直樹
- 高松愛理紗
- 田中博信
- 土屋年弘
- 弦巻裕
- 高木創
- 冨田和彦
- 田辺信道
- 東城絹次郎

な
- 西崎英雄 [7]
- 中前哲夫
- 新妻聡
- 根本飛鳥
- 中山寿範

は
- 橋本文雄
- 紅谷愃一
- 星一郎
- 林𡈽太郎
- 林大輔
- フランソワ・ミュジー
- 原明日香
- 治田敏秀
- 平田友香
- 藤丸和徳
- 古谷正志
- 藤本賢一
- 堀江二郎
- 深田晃

ま
- 益子宏明
- 増島勇良
- マキノ雅弘 - マキノトーキー製作所創立者、同社の全作品の録音技師を務めた
- 松本隆司
- 松陰信彦
- 村上洋祐
- 村山雄亮

や
- 矢野口文雄 [8]
- 柳屋文彦
- 吉田明日香
- 山下勝弘

ら
- リュック・イェルサン

わ
- 渡会伸
- 和久井良治

## 主な録音技術会社
- BULL
- WING-T
- サウンドライズ
- ジースタッフ
- ヴァンシャープ
- VASC

## 註
1. ↑  マダムと女房、日本映画データベース、2009年11月3日閲覧。
2. ↑  茂原英雄、日本映画データベース、2009年11月3日閲覧。
3. 1 2 3  『映画渡世 天の巻 - マキノ雅弘自伝』、マキノ雅弘、平凡社、1977年、p.246、p.280、p.338-374.
4. 1 2  マキノ雅弘、日本映画データベース、2009年11月3日閲覧。
5. ↑  図en:File:TSM DirectorOfSound 02.jpg参照。
6. ↑  神谷正和、コトバンク、2009年12月20日閲覧。
7. ↑  西崎英雄、コトバンク、2009年12月20日閲覧。
8. ↑  矢野口文雄、コトバンク、2009年12月20日閲覧。

## 参考書籍
- 橋本文雄・上野昻志『ええ音やないか - 橋本文雄・録音技師一代』、リトル・モア (1996年 ISBN 4947648325
- 林土太郎『映画録音技師ひとすじに生きて - 大映京都六十年』、草思社、2007年 ISBN 4794215711